# تواریخ بابلی
تواریخ بابلی (انگلیسی: Babylonian Chronicles) مجموعه‌ای از حدود ۴۵ لوح رسی است که رویدادهای مهم را در تاریخ بابل (دولت‌شهر) ثبت می‌کند.